# Priit Pikamäe
Priit Pikamäe (* 22. November 1973 in Tallinn) ist ein estnischer Jurist. Er ist seit Februar 2019 Generalanwalt am Gerichtshof der Europäischen Union.

## Leben
Priit Pikamäe legte 2001 seine Magisterprüfung an der Rechtswissenschaftlichen Fakultät der Universität Tartu ab. Auslandsaufenthalte führten ihn an die Universitäten von Portiers (1994/95) und 1997 Paris I (Panthéon-Sorbonne). 2006 promovierte er an der Universität Tartu. Anschließend wurde er Gastprofessor an der Universität Tartu.
Pikamäe ist Strafrechtler. Eines seiner Spezialthemen sind die Rechte von Strafgefangenen.
Bereits während seines Studiums war Pikamäe zunächst 1995/96 im estnischen Außenministerium und dann seit 1996 im Justizministerium für die Bereiche Strafrecht und Strafprozessrecht angestellt. Nach dem Studium war er als Richter in Tallinn sowohl in erster als auch in zweiter Instanz tätig.
2006 wurde Priit Pikamäe vom estnischen Parlament (Riigikogu) zum Richter am  Staatsgerichtshofs (Riigikohus) gewählt. Von 2010 bis 2013 war er Vorsitzender des Strafsenats. Im Mai 2013 wurde Pikamäe auf Vorschlag von Staatspräsident Toomas Hendrik Ilves vom Parlament ohne Gegenstimme zum neuen Vorsitzenden des Staatsgerichtshofs gewählt. Seine Amtszeit begann am 13. September 2013 und war theoretisch auf neun Jahre begrenzt. Pikamäe war der fünfte Präsident des Staatsgerichtshofs. Er folgte Märt Rask nach, dessen Amtszeit im September 2013 auslief.
Seit dem 6. Februar 2019 ist er Generalanwalt am Gerichtshof der Europäischen Union. Zuvor war am 4. Februar Villu Kõve vom estnischen Parlament zum neuen Präsident des Staatsgerichtshofs gewählt worden.